# Tonsilla tautispina
Tonsilla tautispina là một loài nhện trong họ Amaurobiidae.
Loài này thuộc chi Tonsilla. Tonsilla tautispina được miêu tả năm 1990 bởi Jia-Fu Wang et al..